# Station Pirna
Station Pirna is een spoorwegstation in de Duitse plaats Pirna.   